# Tatuus F4-T421
El Tatuus F4-T421 es un monoplaza de carreras presentado en 2021 por el fabricante italiano Tatuus. El chasis es una mejora del coche anterior, el Tatuus F4-T014.

## Historia
El Tatuus F4-T221 es el segundo auto de carreras de Tatuus homologado de acuerdo con las reglas de Fórmula 4 de la FIA. El coche se utilizó por primera vez en el Campeonato de EAU de Fórmula 4 de 2022, ganado por Charlie Wurz. Desde ese año también se empezó a usar en otros campeonatos como el Campeonato de Italia de Fórmula 4, el Campeonato de F4 Británica y la ADAC Fórmula 4 El fabricante italiano también compite con Mygale en la segunda generación de monoplazas de Fórmula 4, este con su Mygale M21-F4.

## Campeonatos
El Tatuus F4-T421 está presente en los siguientes campeonatos:
| Desde | Campeonatos                           | Ref.   |
| ----- | ------------------------------------- | ------ |
| 2022- | Campeonato de Italia de Fórmula 4     | [ 6 ]  |
| 2022- | ADAC Fórmula 4                        | [ 4 ]  |
| 2022- | Campeonato de España de F4            | [ 7 ]  |
| 2022- | Campeonato de F4 Británica            | [ 3 ]  |
| 2022- | Campeonato de EAU de Fórmula 4        | [ 1 ]  |
| 2022- | Campeonato Brasileño de Fórmula 4     | [ 8 ]  |
| 2023- | ACCR Fórmula 4                        | [ 9 ]  |
| 2023- | Fórmula Winter Series                 | [ 10 ] |
| 2023- | F1 Academy                            | [ 11 ] |
| 2023- | Campeonato del Sudeste Asiático de F4 | [ 12 ] |
| 2024- | Campeonato NACAM de Fórmula 4         | [ 13 ] |